# 笑福亭喬龍
笑福亭 喬龍（しょうふくてい きょうりゅう、1993年6月10日 - ）は、上方落語協会に所属している落語家。本名∶坂本 隆太朗。

## 芸歴
- 2019年∶七代目笑福亭松喬に入門。